# Real Madrid Club de Fútbol 2002-2003
Questa voce raccoglie le informazioni riguardanti il Real Madrid Club de Fútbol nelle competizioni ufficiali della stagione 2002-2003.

## Rosa
| N. |                        | Ruolo | Calciatore                 |
| -- | ---------------------- | ----- | -------------------------- |
| 1  | Spagna (bandiera)      | P     | Iker Casillas              |
| 2  | Spagna (bandiera)      | D     | Míchel Salgado             |
| 3  | Brasile (bandiera)     | D     | Roberto Carlos             |
| 4  | Spagna (bandiera)      | D     | Fernando Hierro (capitano) |
| 5  | Francia (bandiera)     | C     | Zinédine Zidane            |
| 6  | Spagna (bandiera)      | D     | Iván Helguera              |
| 7  | Spagna (bandiera)      | A     | Raúl                       |
| 8  | Inghilterra (bandiera) | C     | Steve McManaman            |
| 9  | Spagna (bandiera)      | A     | Fernando Morientes         |
| 10 | Portogallo (bandiera)  | C     | Luís Figo                  |
| 11 | Brasile (bandiera)     | A     | Ronaldo                    |
| 12 | Spagna (bandiera)      | A     | Jorge López                |
| 13 | Spagna (bandiera)      | P     | César Sánchez              |

| N. |                      | Ruolo | Calciatore            |
| -- | -------------------- | ----- | --------------------- |
| 14 | Spagna (bandiera)    | C     | Guti                  |
| 15 | Spagna (bandiera)    | D     | Raúl Bravo            |
| 16 | Brasile (bandiera)   | C     | Flávio Conceição      |
| 17 | Spagna (bandiera)    | D     | Óscar Miñambres       |
| 18 | Spagna (bandiera)    | A     | Javier Portillo       |
| 19 | Argentina (bandiera) | C     | Esteban Cambiasso     |
| 20 | Spagna (bandiera)    | C     | Albert Celades        |
| 21 | Argentina (bandiera) | C     | Santiago Solari       |
| 22 | Spagna (bandiera)    | D     | Francisco Pavón       |
| 24 | Francia (bandiera)   | C     | Claude Makélélé       |
| 26 | Spagna (bandiera)    | P     | Carlos Sánchez García |
| 29 | Spagna (bandiera)    | D     | Rubén                 |

## Calciomercato
La campagna acquisti estiva dei blancos si caratterizza per l'acquisto di Esteban Cambiasso dal River Plate e di Ronaldo dal Internazionale.

## Risultati

### UEFA Champions League

#### 1ª fase a gironi
| Arbitro: | Merk |

|  |           |                        |
|  | Marcatori | 41’, 75’ Guti 56’ Raúl |

| Arbitro: | Fisker |

|                                                                      |           |  |
| Zokora 44’ (aut.) Salgado 45’ Figo 55’ Guti 65’ Celades 72’ Raúl 75’ | Marcatori |  |

| Arbitro: | Ivanov |

|                                          |           |                          |
| Tsiartas 6’ Maladenis 25’ Nikolaïdīs 28’ | Marcatori | 16’, 40’ Zidane 59’ Guti |

| Arbitro: | Fandel |

|                    |           |                             |
| McManaman 24’, 43’ | Marcatori | 74’ Katsouranīs 87’ Centeno |

| Arbitro: | Dallas |

|  |           |           |
|  | Marcatori | 27’ Totti |

| Arbitro: | Granat |

|           |           |          |
| Sonck 86’ | Marcatori | 21’ Tote |

#### 2ª fase a gironi
| Arbitro: | Meier |

|                |           |  |
| Shevchenko 40’ | Marcatori |  |

| Arbitro: | Barber |

|               |           |                        |
| Raúl 21’, 76’ | Marcatori | 47’ Obiorah 74’ Mnguni |

| Arbitro: | Micheľ |

|                      |           |            |
| Raúl 43’ Ronaldo 56’ | Marcatori | 30’ Koller |

| Arbitro: | Poll |

|            |           |              |
| Koller 23’ | Marcatori | 90’ Portillo |

| Arbitro: | Milton Nielsen |

|                        |           |             |
| Raúl 12’, 57’ Guti 86’ | Marcatori | 81’ Rivaldo |

| Arbitro: | Colombo |

|  |           |             |
|  | Marcatori | 35’ Ronaldo |

#### Fase a eliminazione diretta

##### Quarti di finale
| Arbitro: | Frisk |

|                        |           |                    |
| Figo 12’ Raúl 28’, 49’ | Marcatori | 52’ van Nistelrooy |

| Arbitro: | Collina |

|                                                            |           |                       |
| van Nistelrooy 43’ I. Helguera 53’ (aut.) Beckham 71’, 84’ | Marcatori | 12’, 51’, 59’ Ronaldo |

##### Semifinale
| Arbitro: | Hauge |

|                                |           |               |
| Ronaldo 23’ Roberto Carlos 73’ | Marcatori | 45’ Trezeguet |

| Arbitro: | Meier |

|                                        |           |            |
| Trezeguet 12’ Del Piero 43’ Nedvěd 73’ | Marcatori | 89’ Zidane |

### Supercoppa UEFA
| Arbitro: | Hugh Dallas |

|                                               |           |                   |
| Paauwe 15’ (aut.) Roberto Carlos 21’ Guti 60’ | Marcatori | 56’ van Hooijdonk |

### Coppa Intercontinentale
| Arbitro: | Carlos Simon |

|                      |           |  |
| Ronaldo 14’ Guti 84’ | Marcatori |  |

## Statistiche

### Statistiche di squadra
| Competizione            | Punti | In casa | In casa | In casa | In casa | In casa | In casa | In trasferta | In trasferta | In trasferta | In trasferta | In trasferta | In trasferta | In campo neutro | In campo neutro | In campo neutro | In campo neutro | In campo neutro | In campo neutro | Totale | Totale | Totale | Totale | Totale | Totale | DR  |
| Competizione            | Punti | G       | V       | N       | P       | Gf      | Gs      | G            | V            | N            | P            | Gf           | Gs           | G               | V               | N               | P               | Gf              | Gs              | G      | V      | N      | P      | Gf     | Gs     | DR  |
| ----------------------- | ----- | ------- | ------- | ------- | ------- | ------- | ------- | ------------ | ------------ | ------------ | ------------ | ------------ | ------------ | --------------- | --------------- | --------------- | --------------- | --------------- | --------------- | ------ | ------ | ------ | ------ | ------ | ------ | --- |
| Liga                    | 78    | 19      | 13      | 5       | 1       | 52      | 22      | 19           | 9            | 7            | 3            | 34           | 20           | -               | -               | -               | -               | -               | -               | 38     | 22     | 12     | 4      | 86     | 42     | +44 |
| Coppa del Re            | -     | 2       | 1       | 1       | 0       | 5       | 3       | 4            | 2            | 1            | 1            | 15           | 8            | -               | -               | -               | -               | -               | -               | 6      | 3      | 2      | 1      | 20     | 11     | +9  |
| Champions League        | -     | 8       | 5       | 2       | 1       | 20      | 9       | 8            | 2            | 3            | 3            | 13           | 13           | -               | -               | -               | -               | -               | -               | 16     | 7      | 5      | 4      | 33     | 22     | +11 |
| Supercoppa UEFA         | -     | -       | -       | -       | -       | -       | -       | -            | -            | -            | -            | -            | -            | 1               | 1               | 0               | 0               | 3               | 1               | 1      | 1      | 0      | 0      | 3      | 1      | +2  |
| Coppa Intercontinentale | -     | -       | -       | -       | -       | -       | -       | -            | -            | -            | -            | -            | -            | 1               | 1               | 0               | 0               | 2               | 0               | 1      | 1      | 0      | 0      | 2      | 0      | +2  |
| Totale                  | -     | 29      | 19      | 8       | 2       | 77      | 34      | 31           | 13           | 11           | 7            | 62           | 41           | 2               | 2               | 0               | 0               | 5               | 1               | 62     | 34     | 19     | 9      | 144    | 76     | +68 |

### Andamento in campionato
| Giornata  | 1 | 2 | 3 | 4 | 5 | 6 | 7 | 8 | 9 | 10 | 11 | 12 | 13 | 14 | 15 | 16 | 17 | 18 | 19 | 20 | 21 | 22 | 23 | 24 | 25 | 26 | 27 | 28 | 29 | 30 | 31 | 32 | 33 | 34 | 35 | 36 | 37 | 38 |
| --------- | - | - | - | - | - | - | - | - | - | -- | -- | -- | -- | -- | -- | -- | -- | -- | -- | -- | -- | -- | -- | -- | -- | -- | -- | -- | -- | -- | -- | -- | -- | -- | -- | -- | -- | -- |
| Luogo     | C | T | C | T | C | T | C | T | T | C  | T  | C  | T  | C  | T  | C  | T  | C  | T  | T  | C  | T  | C  | T  | C  | T  | C  | C  | T  | C  | T  | C  | T  | C  | T  | C  | T  | C  |
| Risultato | V | N | V | N | V | P | N | N | V | N  | N  | V  | V  | V  | V  | V  | V  | N  | N  | N  | V  | P  | V  | V  | V  | V  | V  | V  | P  | N  | V  | P  | N  | V  | V  | N  | V  | V  |
| Posizione | 3 | 8 | 2 | 6 | 3 | 5 | 4 | 5 | 4 | 5  | 4  | 3  | 3  | 3  | 2  | 2  | 2  | 2  | 2  | 2  | 2  | 2  | 2  | 1  | 1  | 1  | 1  | 1  | 1  | 1  | 1  | 1  | 3  | 2  | 2  | 2  | 1  | 1  |

Legenda:

Luogo: C = Casa; T = Trasferta. Risultato: V = Vittoria; N = Pareggio; P = Sconfitta.